# Ніколай Костер-Вальдау
Ніколай Костер-Вальдау, дан. Nikolaj Coster-Waldau (нар. 27 липня 1970, Рудкобінг) — данський актор, найбільше відомий за роль Джеймі Ланністера з фентезі телесеріалу «Гра престолів».

## Біографія

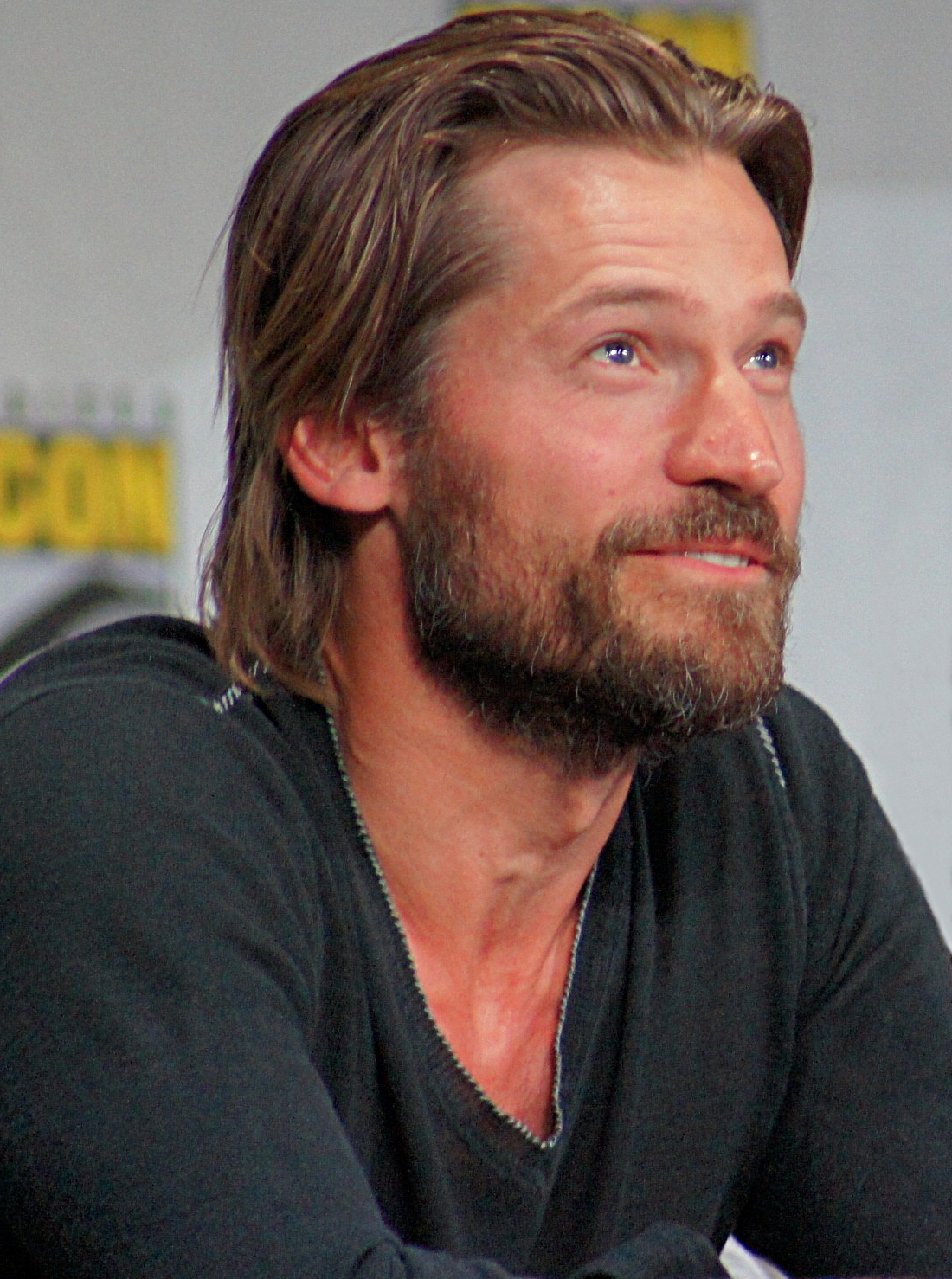
Костер-Вальдау на San Diego Comic-Con у 2011 році

Ніколай Костер-Вальдау народився 27 липня 1970 року у містечку Рудкобінґ (Данія). Постійно проживає у Данії, в районі Конґенс Линґб'ю (Копенгаген). У 1989-1993 роках навчався в «Національній театральній школі» в Копенгагені. Одружений із гренландською актрисою, переможницею конкурсу «Міс Гренландія» Нукака Костер-Вальдау. Діти: двоє дочок, Саффіна (Saffina) і Філіпа (Philippa).

## Творчість
У театрі Костер-Вальдау дебютував у ролі Лаерта постановці трагедії Вільяма Шекспіра «Гамлет» в театрі Бетті Нансен.
Роль у фільмі «Нічна зміна» зробило його ім'я популярним на батьківщині, після чого він брав участь в безлічі європейських кіно- і телепроєктах (в основному в скандинавських країнах). В американській індустрії розваг дебютував у проєктах телекомпанії Fox: телесеріал «Новий Амстердам» (2008), у якому зіграв безсмертного детектива Джона Амстердама і фільм 2009 року «Віртуальність», де виконав роль капітана космічного корабля Френка Пайка. Останній фільм був спочатку задуманий як серіал, проте після виходу пілотного випуску було прийнято рішення випустити повнометражну версію.
У 2001 році зіграв роль майстер-сержанта Гері Айвена Гордона, у фільмі Рідлі Скотта "Падіння «Чорного яструба», який був із захопленням сприйнятий критикою і завоював безліч премій і нагород в галузі кінематографу. У тому ж році, разом з Кейт Вінслет, Дугреєм Скоттом та Саффроном Берроузом знімався у картині Майкла Ептеда Енігма.
Співпраця з Рідлі Скоттом продовжилася і в 2005 році, фільмом «Царство небесне» де Ніколай зіграв роль сільського шерифа. У фільмі також знімалися Орландо Блум, Ліам Нісон та Ева Ґрін.
У 2004 році у фільмі Річарда Лонкрайна «Вімблдон» зіграв роль Дітра Броля, а у 2006 році був запрошений на роль підручного головного антагоніста в трилері «Вогняна стіна», де Ніколай грав разом з Гаррісоном Фордом та Полом Беттані.
Крім акторської кар'єри, в Данії Костер-Вальдау відомий також як сценарист, продюсер та режисер.
З 2011 по 2019 рік знімався у популярному серіалі "Гра престолів" у ролі Джейме Ланністера. Серіал заснований на серії фентезійних романів Джорджа Р. Р. Мартіна "Пісня льоду і полум'я". За роль Джеймі Ланністер Вальдау була номінована на численні нагороди, серед яких "Еммі", премія Гільдії кіноакторів, телевізійна премія "Вибір критиків", премія "Сатурн" та премія "Вибір глядачів".
Видатна роль у "Грі престолів" призвела до того, що Костер-Вальдау став одним з десяти акторів, зображених на поштовій марці 2018 року у Великій Британії.

## Фільмографія
Фільми данською мовою:
- Нічне чергування (1994) — Мартін
- Ангел ночі[da] (1998) — Френкі
- Vildspor[da] (1998), також сценарист[9] — Оссі
- Antenneforeningen[da] (1999) — Роккер
- Misery Habour (1999) — Еспен Арнакке
- Чужа земля[da] (2000) — Голт
- Manden bag døren (2003) — Свенд
- Вкрасти «Голандця»[en] (2003) — Кеннет

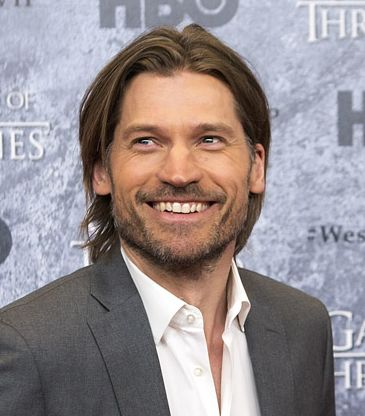
Костер-Вальдау на прем'єрі третього сезону «Гри престолів» у березні 2013 року

- Два вагони та чотири мафії[da] (2004) — Суне
- Supervoksen[da] (2006) — Мартін
- Himmerland[da] (2008), також сопродюсер[10]  — Томас
- На краю світу (2009) — Северин Ґертсен
- Мисливці за головами (2011) — Клас Ґреве
- Смак голоду (2021) — Карстен

Фільми та телесеріали англійською мовою:
- Схильність (1997) — Вольф
- Карти, гроші… / Lock, Stock…[en](2000)
- Падіння «Чорного яструба» (2001) — Гері Гордон
- Енігма[en] (2001) — Джозеф «Пак» Пуковські
- Пригоди Модести Блейз[en] (2003) — Міклос
- Вімблдон[en] (2004) — Дітр Броль
- Кат[en] (2005)  — Мартін
- Царство небесне (2005) — сільський шериф
- Вогняна стіна[en] (2006) — Ліам
- Бейкер[en] (2007) — Бйорн
- Новий Амстердам[en] (2008) — Джон Амстердам
- Віртуальність (2009) — Френк Пайк
- Гра престолів 1 сезон (2011) — Джеймі Ланністер
- Терн[en] (2011) — Янг Джеймс
- Гра престолів 2 сезон (2012) — Джеймі Ланністер
- Мама (2013) — Лукас/Джеффрі
- Тисячу разів на добраніч (2013) — Маркус
- Гра престолів 3 сезон (2013) — Джеймі Ланністер
- Світ забуття (2013) — Сайкс
- Гра престолів 4 сезон (2014) — Джеймі Ланністер
- Інша жінка (2014) — Марк Кінг
- Гра престолів 5 сезон (2015) — Джеймі Ланністер
- Боги Єгипту (2016) — Гор
- Гра престолів 6 сезон (2016) — Джеймі Ланністер
- Постріл в безодню (2017) — Джейкоб Гарлон
- Гра престолів 7 сезон (2017) — Джеймі Ланністер
- Гра престолів 8 сезон (2019) — Джеймі Ланністер
- Доміно (2019) — Крістіан
- Безшумний (2020) — Рейберн Свонсон
- Проти льоду (2022) — капітан Ейнар Міккельсен
- Бог – це куля (2023) — Боб Гайтавер
- Флеш (2023) — камео
- Останнє, що він сказав мені 1 сезон (2023) — Оуен

Фільми іншими мовами:
- 24 години із життя жінки / 24 heures de la vie d’une femme, (Німеччина,Франція, Велика Британія, 2002) — Антон
- Underbar och älskad av alla (Швеція, 2006) — Міке
- Ерік Ніцше / De unge år: Erik Nietzsche sagaen del 1 (Швеція, 2007) — Саммі
- Повстання в Каутокейно (Норвегія, 2008) — Бішоп Йюль